# Antonín Dvořák
Antonín Leopold Dvořák [ˈantɔɲiːn ˈlɛɔpɔlt ˈdvɔr̝aːk] uitspraakⓘ (Nelahozeves, bij Kralupy nad Vltavou, Bohemen, 8 september 1841 – Praag, 1 mei 1904) was een Tsjechisch componist, dirigent, (alt)violist, organist en muziekpedagoog.
Dvořák wordt met Gustav Mahler, Bedřich Smetana en Leoš Janáček gerekend tot de grootste componisten van Bohemen.

## Leven en werk

### Herkomst en jeugd
Dvořáks vader František Dvořák had een restaurant en een slagerij, die hij van zijn vader had geërfd. Zijn moeder Anna Zděnková was een dochter van een rentmeester. Hun huwelijk werd op 17 november 1840 voltrokken; Antonín was de eerste van negen kinderen.
Op 6-jarige leeftijd ging hij op school in Nelahozeves en kreeg hij van zijn leraar de eerste vioollessen. In 1853 vertrok hij naar Zlonice om Duits te leren, want deze taal was in Bohemen, dat toen deel van Oostenrijk was, belangrijk. Bij Antonín Liehmann, de dirigent van het kerkkoor in Zlonice, kreeg hij piano- en orgelles. Hij speelde in het kleine orkest van zijn leraar mee en begon met componeren.
In de herfst van 1856 ging Dvořák naar Česká Kamenice, verbeterde zijn kennis van de Duitse taal en studeerde bij František Hancke. Vanaf oktober 1857 ging hij op de Duitstalige Praagse orgelschool en volgde hij algemeen openbaar onderwijs. Hij werd altviolist in het orkest van de Caeciliavereniging, die twee keer per jaar een optreden verzorgde.

### Beroepsmusicus

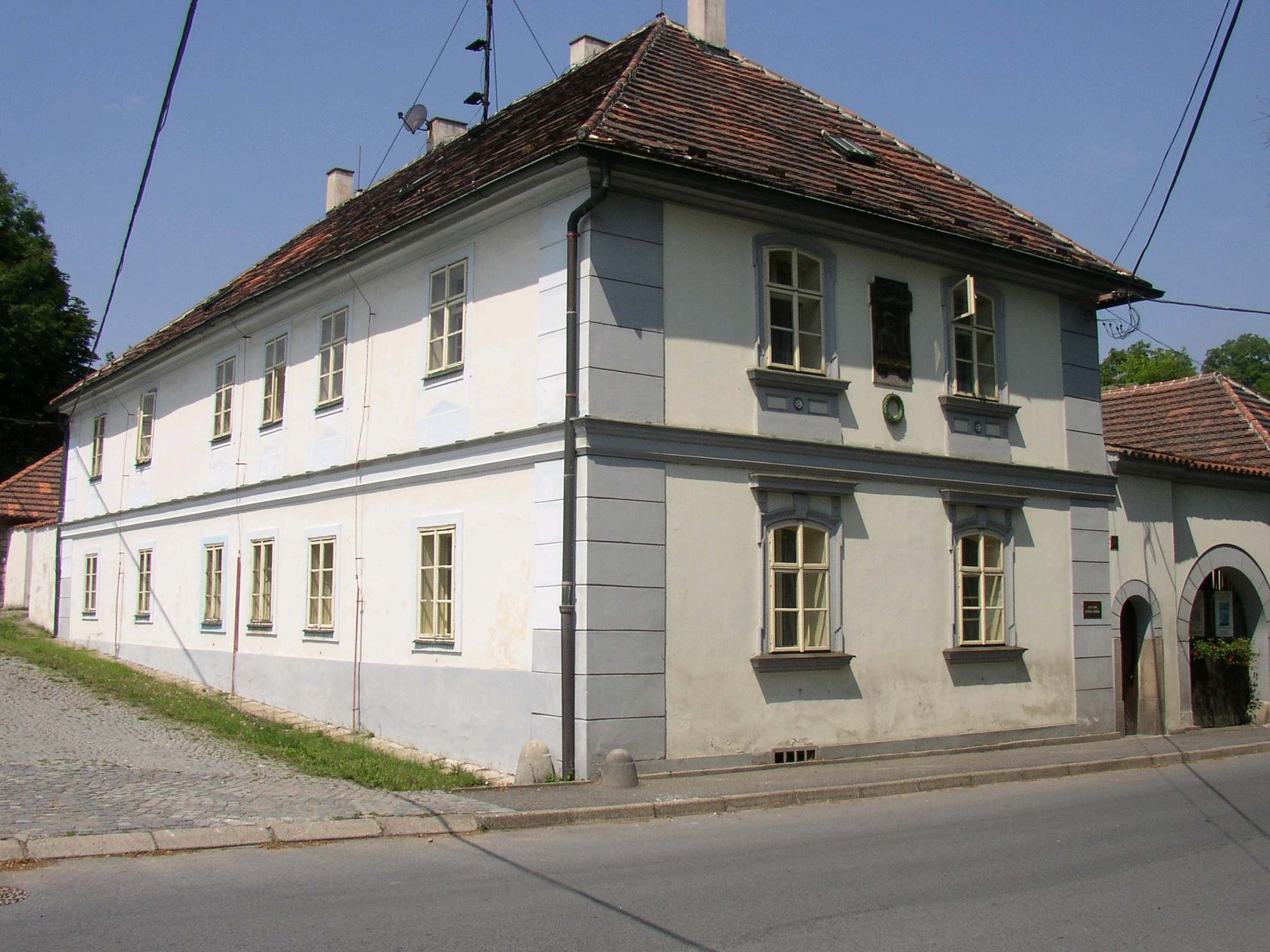
Geboortehuis van Dvořák in Nelahozeves

Omdat hij geen baan als organist kon krijgen, werkte hij vanaf de zomer van 1859 als altviolist in het orkest van Karl Komzák, dat in cafés, op marktplaatsen en in kiosken ouvertures, dansen en potpourri's speelde. Gedurende de elf jaren dat hij in dit orkest speelde, bekwaamde hij zich als autodidact in het componeren, zonder dat hij ook maar één werk publiceerde. Aanvankelijk concentreerde hij zich bij het componeren op het strijkkwartet; in totaal zou hij uiteindelijk een oeuvre van 14 strijkkwartetten nalaten.
Vanaf 1862 speelde het orkest van Komzák in het nieuwe Praagse Interimtheater; geleidelijk aan ging het op in het operaorkest. Het Interimtheater was – tot de bouw van het Nationaal Theater (Tsjechisch: Národní Divadlo) – het eerste en enige theater dat zich in zijn repertoire toelegde op de nationaal getinte Tsjechische opera en toneel. Een belangrijke rol speelde Bedřich Smetana, wiens opera's De Brandenburger in Bohemen en De verkochte bruid in 1866 in première gingen.

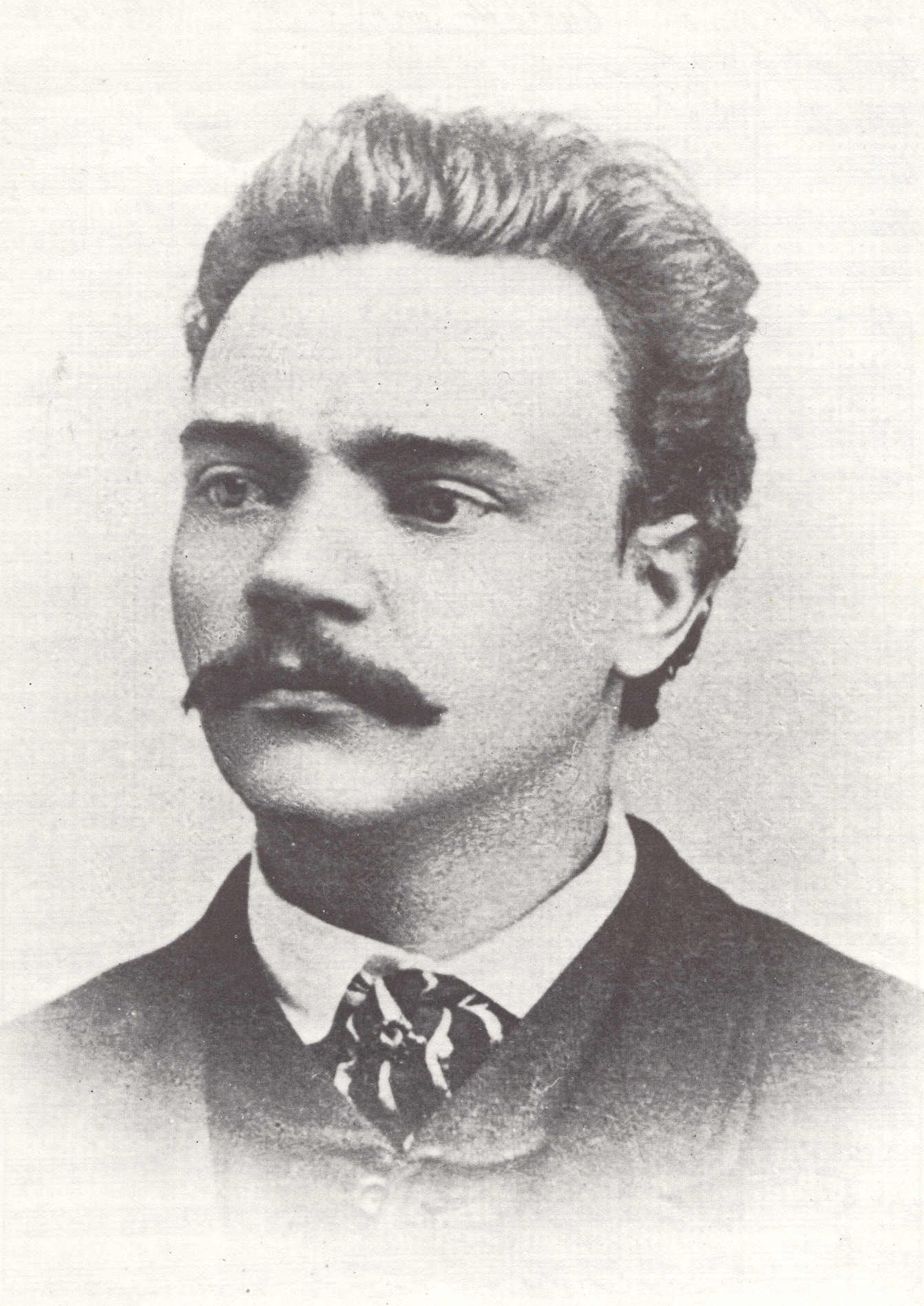
Antonín Dvořák in 1868

Vanaf 1865 verdiende Dvořák naast met zijn werk aan het theater ook zijn geld met het geven van pianolessen. Twee bekende leerlingen waren de zusters Josefina en Anna Čermáková. Dvořák werd verliefd op de toen zestienjarige Josefina, een verliefdheid die ongelukkig afliep: hij huwde de jongere Anna acht jaar later op 17 november 1873.
Intussen had hij naast zijn kwartetten ook twee symfonieën en het concert in A groot voor cello en piano gecomponeerd, dat later niet door Dvořák georkestreerd werd (het dient niet te worden verward met het bekendere werk opus 104). In 1870 had hij zijn eerste opera Alfred geschreven op een Duits libretto van Karl Theodor Körner, maar die werd gedurende zijn leven niet uitgevoerd. In 1871 ging de opera Král a uhlíř (De Koning en de kolenbrander) op een Tsjechisch libretto van Bernhard J. Lobeský in première. Dat werk betekende nog geen doorbraak bij het publiek. De in 1873 begonnen nieuwe instudering werd spoedig afgebroken, omdat het werk als te virtuoos gold en de vocale partijen als niet zingbaar beschouwd werden. Dvořák herschreef zijn opera en verliet daarbij de zogenoemde Neudeutsche stijl. Het werk werd in november 1874 met succes uitgevoerd.
Om meer tijd voor het componeren te hebben, stopte hij als altviolist in het operaorkest.
Van 1871 tot 1873 werden liederen en kamermuziek uitgevoerd. Toen hij voor zijn hymne Die Erben des Weißen Berges voor koor en orkest, op. 30, voor de eerste keer een Tsjechisch-nationaal verhaal als uitgangspunt nam, betekende dat voor hem een regelrechte doorbraak bij het grote publiek.

### Internationale doorbraak
Vanaf 1874 gaf Dvořák aan een privé-muziekschool muzieklessen en hij nam in februari een betrekking als organist aan in de kerk Sint Adalbert, die hij tot februari 1877 uitoefende. In 1874 diende hij bij de "Oostenrijkse commissie voor de kunst", waarvan ook de overbekende muziekcriticus Eduard Hanslick lid was, een verzoek in om een stipendium voor talentvolle, jonge kunstenaars zonder vermogen, die al eigen werken gepubliceerd hebben. Johannes Brahms was in hetzelfde jaar zijn voorspraak voor een vervolgstipendium voor de eenvoudige Moravische Duetten. Brahms deed ook een goed woord bij de muziekuitgever Fritz Simrock voor de publicatie van deze duetten. Compositorisch was Dvořák nu enigszins op Brahms georiënteerd, wat te herkennen is in de Slavische dansen, op. 46, de zesde symfonie en het strijkkwartet in C-groot, op. 61. Vanaf 1878 geraakten de beide componisten innig bevriend.

### Muziek en politiek

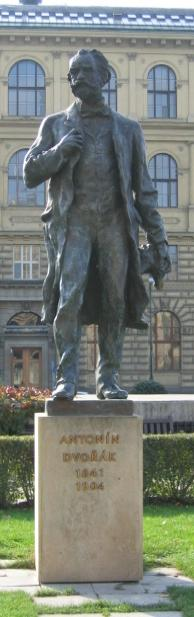
Een standbeeld van Antonín Dvořák in Praag

De populair-optimistisch getinte Slavische periode van Dvořák liep vanaf de Slavische dansen, op. 46 (1878) tot de zesde symfonie, op. 60, maar werd rond 1880 voornamelijk vanwege de politieke omstandigheden beëindigd. De nieuwe regering van Eduard von Taaffe trad in augustus 1879 aan en begon in 1880 een taalhervorming die de Duitse taal weerde. Dit had in Oostenrijk en Duitsland tot gevolg dat er een anti-Tsjechische stemming opkwam, die ook voor een aantal uitvoeringen van werken van Dvořák gevolgen had. In het Duitstalige buitenland werden werken, die als Tsjechisch of Slavisch betiteld waren, niet meer graag gespeeld. Hierna werden Dvořáks werken ernstig en pathetisch van aard, en verdween het folkloristische element.

### Engeland
De eerste uitvoering van de Slavische dansen in Engeland vond plaats op 15 februari 1879 in het Londense Crystal Palace. Voor Londen schreef hij de zevende symfonie (1885). Maar vooral zijn vocale muziek werd enthousiast door het Engelse publiek ontvangen, de eerste keer in de lente van 1883 met het Stabat Mater. Hij kreeg er opdrachten voor oratoriumachtige werken. Zo schreef hij in 1884 de cantate Svatební košile (De geestelijke bruid), in 1891 voor de stad Birmingham het Requiem en voor het Leeds Festival in 1885 en 1886 het oratorium Svatá Ludmila (De Heilige Ludmilla).

### Nieuwe Wereld
Van 1892 tot 1895 onderbrak Dvořák zijn docentschap aan het Praags conservatorium (sinds 1891) en hij werd directeur van het door Jeanette Thurber gestichte National Conservatory in New York. Naast het werk aan het conservatorium vond hij ook tijd voor het dirigeren en vooral voor het componeren. Zo ontstonden belangrijke werken waarin hij zich door Amerikaanse melodiek liet inspireren, met name de symfonie nr. 9 in e-klein Uit de Nieuwe Wereld, opus 95 die zijn meest gespeelde compositie werd, het Amerikaanse strijkkwartet in F-groot, op. 96 en het strijkkwintet in Es-groot, op. 97.

### Toneel- en koormuziek
Dvořák had een voorliefde voor het toneel, bijzonder voor de opera. Wat met de opera Alfred begon, zette zich voort met de grote historische opera Dimitrij (1881/82), voor het openingsceremonieel van het Oostenrijks Nationaal Theater (Tsjechisch: Národní Divadlo) te Praag gecomponeerd, en vond zijn artistieke hoogtepunt in Rusalka (1900), waarmee hij ook internationaal succes als operacomponist behaalde.

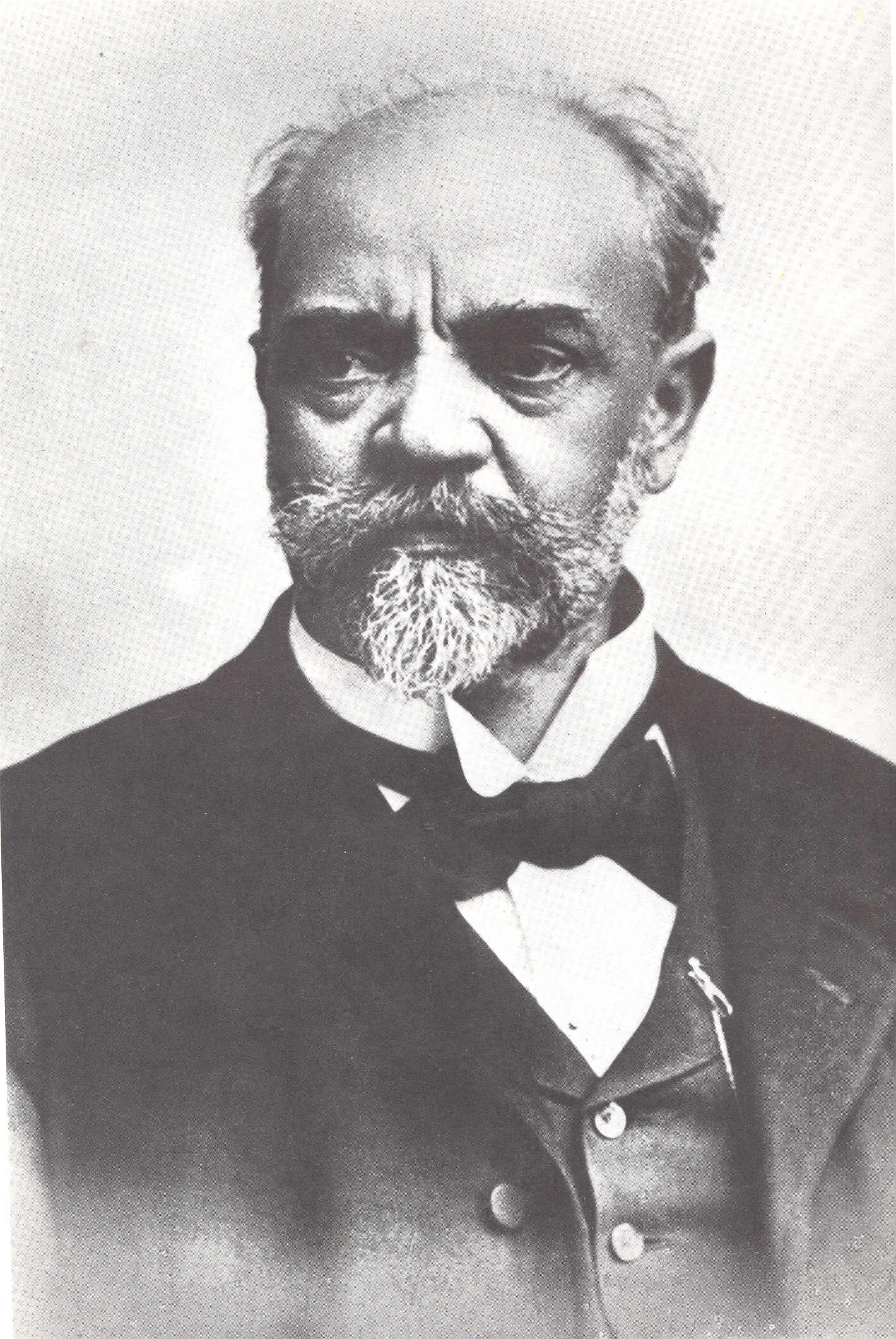
Antonín Dvořák in 1901

Naast zijn patriottische hymne Hymnus z básne dedicové bílé hory (De erven van de witte berg) stelde de gelovige componist zich ten doel de katholieke kerkmuziek van zijn land te vernieuwen. Tot de belangrijkste werken behoren het Stabat Mater, op. 58, de Mis in D-groot, op. 86 en het Requiem, op. 89. Daarnaast componeerde Dvořák onder andere een Te Deum, op. 103, het oratorium De Heilige Ludmilla, op. 71 alsook wereldlijke cantates.

### Overlijden

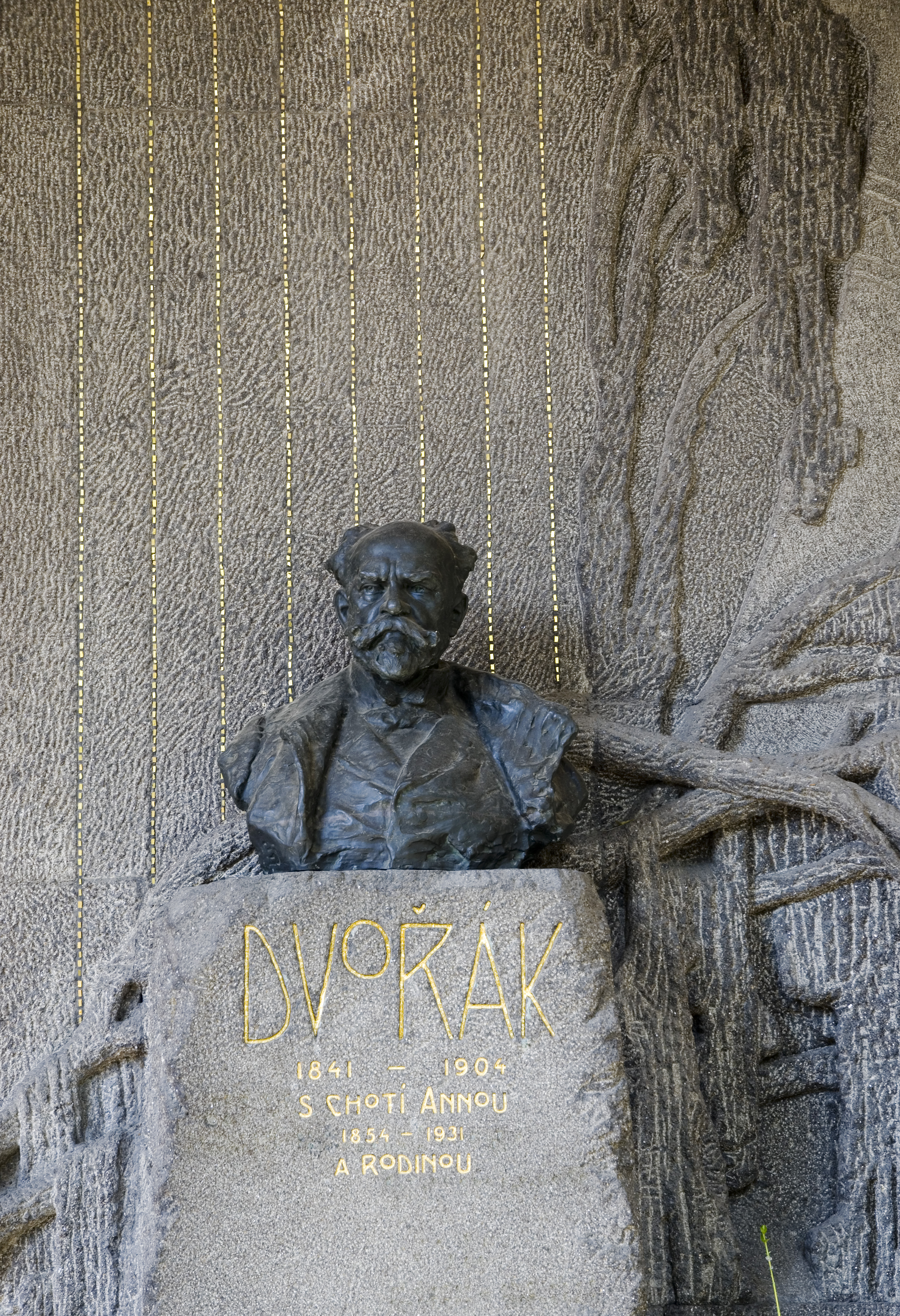
Het graf van Antonín Dvořák op de Nationale Begraafplaats in Praag

Antonín Dvořák overleed in Praag op 62-jarige leeftijd. Hij werd begraven op het Vyšehradkerkhof van de vesting Vyšehrad in Praag. Op zijn graf werd een borstbeeld geplaatst van de hand van de beeldhouwer Ladislav Šaloun.

## Musea

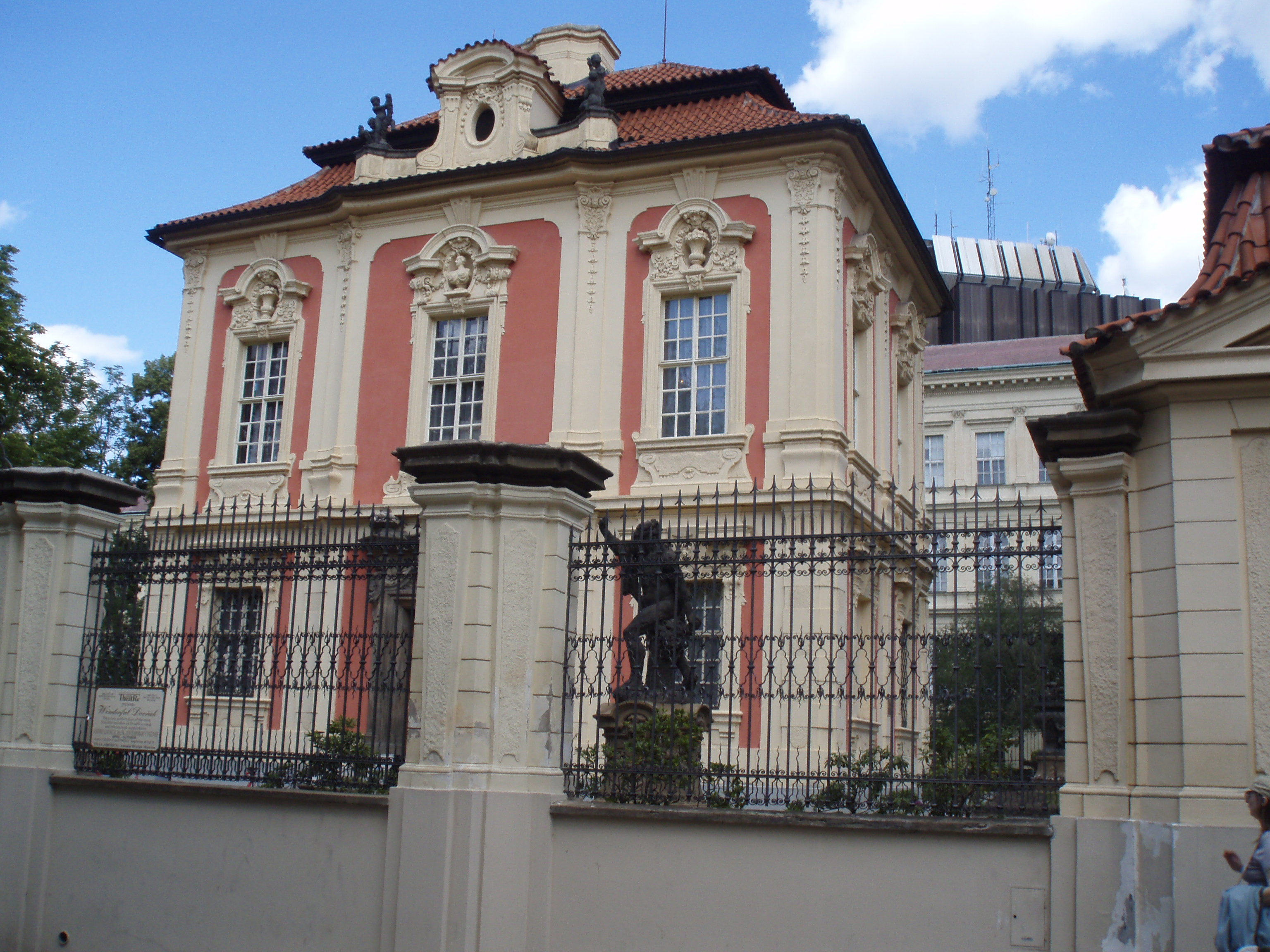
Het Dvořák-museum in Praag

Er zijn verschillende musea gewijd aan het werk en het leven van Dvořák. In Praag is bijvoorbeeld het Antonín Dvořák Museum te vinden, waaraan ook een onderzoekscentrum verbonden is. Het geboortehuis van Antonín Dvořák in Nelahozeves is omgebouwd tot museum. Verder zijn er het Antonín Dvořák Museum in het Slot Sychrov, het Antonín Dvořák Museum in Vysoká u Příbramě en het Antonín Dvořák Museum in Zlonice. Buiten Tsjechië bevindt zich een collectie over Dvořák in het Bily Clocks Museum in Iowa in de Verenigde Staten.

## Catalogus
Dvořáks werk werd gecatalogiseerd door Jarmil Burghauser in Antonín Dvořák. Thematic Catalogue. Bibliography. Survey of Life and Work (Bärenreiter Editio Supraphon, Praha 1996). In deze catalogus krijgt zijn negende symfonie het nummer B178 (Burghauser 178).